# ランカラン低地

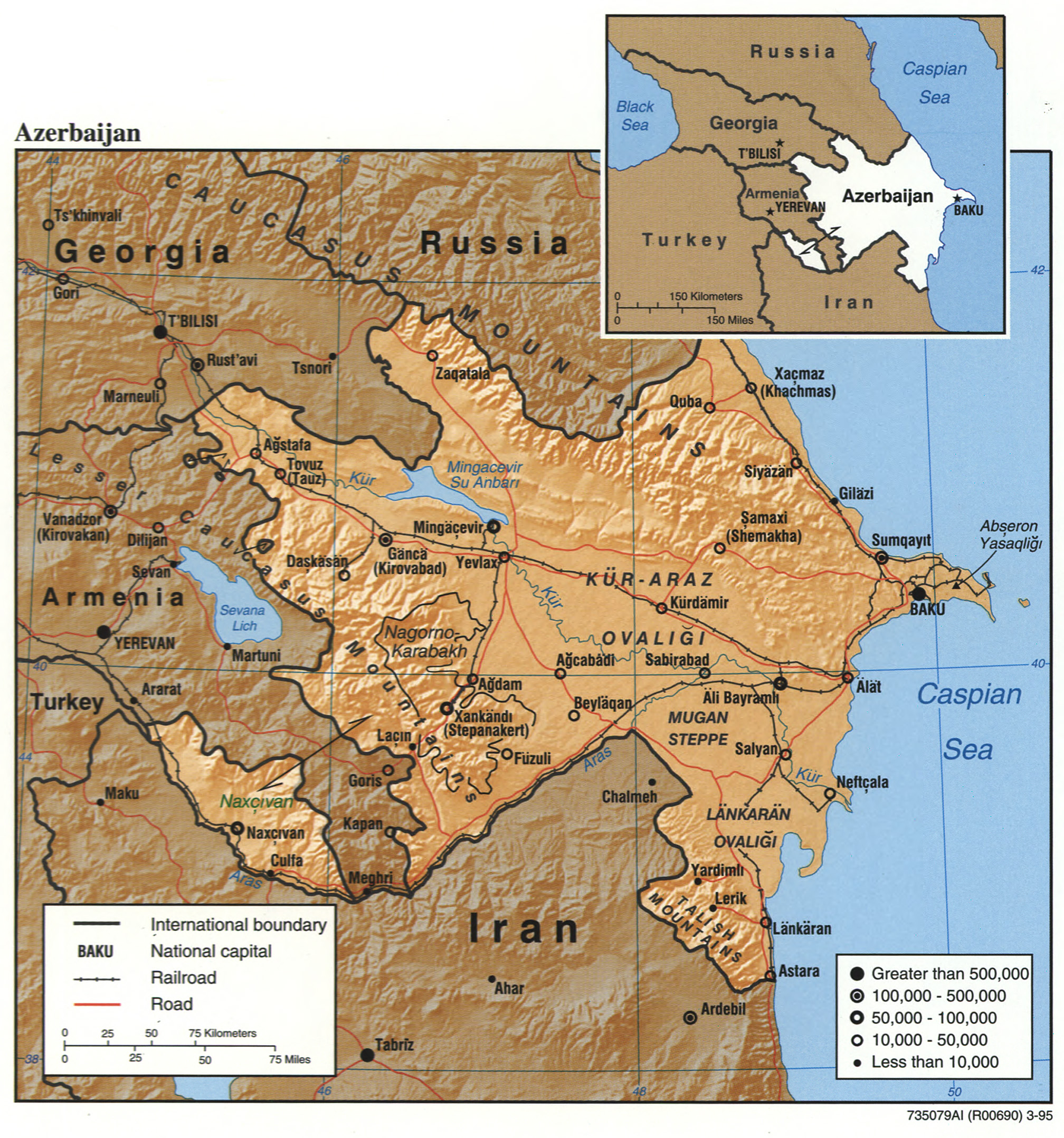
アゼルバイジャンの地図。南東にLANKARAN OVALIĞIの文字が見える。

ランカラン低地（アゼルバイジャン語: Lənkəran ovalığı）はアゼルバイジャン南部にある、カスピ海に接した細長い低地。クラ・アラス低地の南への延長部であり、またクラ・アラス低地はアラル・カスピ低地の延長部である。名称は都市ランカランに由来する。
南はターリシュ山脈で囲まれ、アスタラでイランに至る。
ヒルカン国立公園に含まれる平原がランカラン低地内にある。
低地は湿潤な準亜熱帯気候で、茶、米、柑橘類が栽培されている。
低地の最大の年間降水量はターリシュ山脈沿いで1,600 mm～1,800 mmであり、これはアゼルバイジャンで最も多い。